# Alexandre Letellier
Pour les articles homonymes, voir Letellier.
Alexandre Letellier, né le 11 décembre 1990 à Paris, est un footballeur français qui évolue au poste de gardien de but.

## Biographie

### Carrière en club

#### Formation au Paris Saint-Germain (1999-2010)
En 1999, âgé de 9 ans, Alexandre Letellier est licencié au Paris Saint-Germain et fait ses classes avec le club de la capitale.
En septembre 2009, il participe à un stage de présélection en vue des Jeux de la Francophonie à Clairefontaine avec l'équipe de France des moins de 20 ans mais il ne figurera pas dans le groupe de 20 joueurs qui s'envolera pour Beyrouth.

#### Angers SCO (2010-2020)
Formé au Paris Saint-Germain, il arrive au Angers SCO en 2010. D'abord gardien de l'équipe réserve, il intègre par la suite l'équipe première en tant que doublure de Grégory Malicki lors de la saison 2012-2013. Il y fait ses débuts professionnels et joue son premier match lors du premier tour de la Coupe de la Ligue contre le FC Nantes (victoire 2-1). Il dispute les trois premiers matchs de la compétition avant l'élimination du club puis joue ses premiers matchs de Ligue 2 en fin de saison contre le RC Lens et les chamois niortais. Toujours doublure la saison suivante, il joue neuf matchs toutes compétitions confondues. 
Lors de la saison 2014-2015, il devient la doublure de Ludovic Butelle, le club termine sur le podium et est promu. Début 2016, il profite du départ de Butelle vers le FC Bruges pour gagner sa place de titulaire. Il joue son premier match de Ligue 1 lors de la 20e journée de championnat contre le SM Caen (victoire 2-0).
Alors qu'il s'apprête à connaître sa première saison en tant que titulaire, il se blesse à l'entraînement le 10 août 2016, à trois jours du début du championnat, subissant une rupture des ligaments croisés au genou qui doit l'éloigner des terrains pour une durée estimée à six mois. Son coéquipier Billy Ketkeophomphone sera victime de la même blessure le 21 septembre, compagnon d'infortune, ils vivront ensemble leur période de rééducation, notamment à Doha. Letellier effectue son retour en compétition avec l'équipe réserve le 18 février 2017, en CFA 2 face au TA Rennes, rencontre durant laquelle il arrête un penalty.
Il foule de nouveau une pelouse avec les professionnels le 18 mars 2017 au Stade Raymond-Kopa face aux Girondins de Bordeaux en Coupe de France (victoire 2-1), où il réalise un double arrêt spectaculaire en fin de match. Il retrouve la Ligue 1 le 8 avril 2017 face à l'AS Monaco. Le 25 avril, lors des demi-finales de Coupe de France, il arrête le penalty de Jimmy Briand à la 89e minute et qualifie son équipe pour la finale.
Lors de l'exercice 2017-2018, il peut enfin commencer sa première saison en tant que portier no 1. Dans l'attente d'un heureux événement, il laisse sa place dans les buts à Mathieu Michel courant octobre. Malgré son retour, il prend place sur le banc lors des 11e, 12e, 13e et 14e journées de championnat avant que Michel ne soit touché au genou. Le club luttant pour son maintien, 19e au sortir de la 19e journée, Ludovic Butelle fait son retour dans le Maine-et-Loire, au détriment de Letellier. Il est ainsi prêté le 29 janvier 2018, sans option d'achat, aux BSC Young Boys jusqu'au terme de la saison.
De retour en Anjou, il se retrouve numéro 3 dans la hiérarchie, il est alors de nouveau prêté avec option d'achat le 20 juillet 2018 à l'ES Troyes AC où il se retrouve en concurrence avec Mamadou Samassa. En juillet 2019, il est prêté au club norvégien Sarpsborg 08 pour six mois, le championnat local se déroulant sur l'année civile.

#### US Orléans (2020)
Au terme de ce troisième prêt, son avenir à Angers est toujours bouché, le club comptant déjà trois gardiens avec Ludovic Butelle, Danijel Petkovic et Antony Mandréa. Fin janvier 2020, il s'engage alors pour 6 mois avec l'US Orléans, plus deux années en option. Il y arrive pour devenir gardien numéro un à court ou moyen terme, le titulaire du poste, Thomas Renault (35 ans), ayant plus de difficultés à enchaîner les matchs selon son entraîneur, Didier Ollé-Nicolle, qui n'est également pas convaincu par les prestations de son deuxième gardien, Jérémy Vachoux.
Il débute titulaire le 4 février 2020 lors de la réception de Rodez (23e journée, défaite 1-2) et participe aux cinq rencontres suivantes avant que le championnat ne soit suspendu à cause de la pandémie de Covid-19. Lors de cet arrêt, l'US Orléans est dernier de Ligue 2 et se retrouve relégué en National.

#### Retour au Paris Saint-Germain (2020-2024)
Le 25 septembre 2020, alors libre de tout contrat, il s'engage en faveur du Paris Saint-Germain comme troisième gardien derrière Keylor Navas et Sergio Rico, afin de pallier les deux prêts des jeunes gardiens Garissone Innocent et Marcin Bułka. 
Au terme de la saison 2020-2021, son contrat est prolongé jusqu'au 30 juin 2022, bien qu'il n'ait disputé aucun match avec le club de la capitale.
Le 21 mai 2022, il fait ses débuts officiels sous le maillot du PSG au cours du dernier match du club lors de la saison 2021-2022 (PSG-Metz, victoire 5-0), en remplaçant Keylor Navas à la 83e minute du match et devient ainsi le 36e joueur du Paris Saint-Germain à être sacré champion de France sur cette saison. À l'issue de la saison, son contrat allant jusqu'en juin 2022, il sera prolongé par le club de deux saisons soit jusqu'en juin 2024.
Lors de la saison 2022-2023, il ne dispute qu'un seul match lors de la 38e journée à l'occasion de la réception du Clermont Foot 63 : il entre à la 80e minute en remplaçant Donnaruma (défaite 2-3). En jouant ces quelques minutes, il devient champion de France avec le Paris Saint-Germain pour la seconde fois.

## Statistiques
| Saison                | Club                   | Championnat           | Championnat | Championnat | Coupe nationale | Coupe nationale | Coupe de la Ligue | Coupe de la Ligue | Compétition(s) continentale(s) | Compétition(s) continentale(s) | Compétition(s) continentale(s) | Total | Total |
| Saison                | Club                   | Division              | M.          | B.          | M.              | B.              | M.                | B.                | Comp.                          | M.                             | B.                             | M.    | B.    |
| 2012-2013             | Angers SCO             | Ligue 2               | 1           | 0           | -               | -               | 3                 | 0                 | -                              | -                              | -                              | 4     | 0     |
| 2013-2014             | Angers SCO             | Ligue 2               | 6           | 0           | 3               | 0               | 1                 | 0                 | -                              | -                              | -                              | 10    | 0     |
| 2014-2015             | Angers SCO             | Ligue 2               | 4           | 0           | 1               | 0               | 2                 | 0                 | -                              | -                              | -                              | 7     | 0     |
| 2015-2016             | Angers SCO             | Ligue 1               | 17          | 0           | 1               | 0               | 1                 | 0                 | -                              | -                              | -                              | 19    | 0     |
| 2016-2017             | Angers SCO             | Ligue 1               | 6           | 0           | 3               | 0               | -                 | -                 | -                              | -                              | -                              | 9     | 0     |
| 2017-2018             | Angers SCO             | Ligue 1               | 13          | 0           | -               | -               | 1                 | 0                 | -                              | -                              | -                              | 14    | 0     |
| Sous-total            | Sous-total             | Sous-total            | 47          | 0           | 8               | 0               | 8                 | 0                 | -                              | -                              | -                              | 63    | 0     |
| 2017-2018             | BSC Young Boys (prêt)  | Super League          | 1           | 0           | -               | -               | -                 | -                 | -                              | -                              | -                              | 1     | 0     |
| 2018-2019             | ESTAC Troyes (prêt)    | Ligue 2               | 1           | 0           | 1               | 0               | 3                 | 0                 | -                              | -                              | -                              | 5     | 0     |
| 2019                  | Sarpsborg 08 FF (prêt) | Eliteserien           | 15          | 0           | -               | -               | -                 | -                 | -                              | -                              | -                              | 15    | 0     |
| 2019-2020             | US Orléans             | Ligue 2               | 6           | 0           | -               | -               | -                 | -                 | -                              | -                              | -                              | 6     | 0     |
| 2020-2021             | Paris Saint-Germain    | Ligue 1               | 0           | 0           | 0               | 0               | -                 | -                 | C1                             | -                              | -                              | 0     | 0     |
| 2021-2022             | Paris Saint-Germain    | Ligue 1               | 1           | 0           | 0               | 0               | -                 | -                 | C1                             | -                              | -                              | 1     | 0     |
| 2022-2023             | Paris Saint-Germain    | Ligue 1               | 1           | 0           | -               | -               | -                 | -                 | C1                             | -                              | -                              | 1     | 0     |
| 2023-2024             | Paris Saint-Germain    | Ligue 1               | -           | -           | -               | -               | -                 | -                 | C1                             | -                              | -                              | 0     | 0     |
| Sous-total            | Sous-total             | Sous-total            | 25          | 0           | 0               | 0               | 0                 | 0                 | -                              | 0                              | 0                              | 25    | 0     |
| Total sur la carrière | Total sur la carrière  | Total sur la carrière | 72          | 0           | 9               | 0               | 11                | 0                 | -                              | 0                              | 0                              | 92    | 0     |

## Palmarès

### En club
Angers SCO
- Coupe de France
  - Finaliste : 2017

Young Boys
- Super League
  - Champion : 2018

 Paris Saint-Germain
- Championnat de France 
  - Champion : 2022, 2023